# Soho Conspiracy
Soho Conspiracy è un film del 1950, diretto da Cecil H. Williamson.